# Acrosynanthus revolutus
Acrosynanthus revolutus är en måreväxtart som beskrevs av Ignatz Urban. Acrosynanthus revolutus ingår i släktet Acrosynanthus och familjen måreväxter. Inga underarter finns listade i Catalogue of Life.